# Philothamnus ruandae
Philothamnus ruandae ist eine grünliche, hauptsächlich baumbewohnende Natternart, die im westlichen Ostafrikanischen Grabenbruch verbreitet ist. Sie wird als nicht gefährdet eingestuft.

## Merkmale
Philothamnus ruandae, adultes Tier im Vulkan-Nationalpark in Ruanda

Link zum Bild

Philothamnus ruandae hat eine grüne Grundfarbe. Die Art weist 15 Reihen glatter, medianer Rückenschuppen auf sowie 164 bis 181 Ventralia.  Die Anzahl der Ventralia liegt bei Männchen bei 164–172 und bei Weibchen bei 170–181 und die Anzahl der Subcaudalia bei 95–102 bzw. 84–93. Die Art weist 1–2 Präocularia, 2 Postocularia, 8–10 Oberlippenschilde und 8–11 Unterlippenschilde auf. Der Analschild ist ungeteilt. Die Kopf-Rumpf-Länge von adulten Weibchen liegt zwischen 55 und 71 Zentimetern und die Gesamtlänge bei bis zu 96 Zentimetern.

## Lebensweise
Die Natternart ist tagaktiv und weitestgehend baumbewohnend. Ihre Hauptnahrung sind Amphibien. In ihren Mägen wurden beispielsweise Leptopelis karissimbensis und Arthroleptis sp. gefunden. Philothamnus ruandae ist ovipar. Die Eier haben eine längliche Form von etwa 2,9 × 1,3 cm. Es wurden Gelegegrößen von 4 bis 12 Eiern beobachtet.

## Vorkommen
Das Verbreitungsgebiet von Philothamnus ruandae liegt im westlichen Grabenbruch (Albert-Graben) des Ostafrikanischen Grabens. Es erstreckt sich vom Osten der Demokratischen Republik Kongo über den Südwesten Ugandas und Westen Ruandas bis in den Nordwesten Burundis. Östlich des Grabenbruchs ist sie flächendeckender verbreitet als auf der Westseite in der Demokratischen Republik Kongo. Die Art kommt in Höhen zwischen 700 und 2900 Metern vor. Sie lebt in Wäldern, Gehölzen und Feuchtsavannen.
Die IUCN stuft Philothamnus ruandae aufgrund des ausreichend großen Verbreitungsgebiets als nicht gefährdet (least concern) ein, mit unbekanntem Populationstrend. Zu den Schutzgebieten, in denen die Art vorkommt, zählen der Bwindi Impenetrable National Park in Uganda, der Virunga-Nationalpark in der Demokratischen Republik Kongo sowie in Ruanda der angrenzende Vulkan-Nationalpark, der Nyungwe-Nationalpark im Südwesten und das als Ramsar-Gebiet ausgewiesene Rugezi-Feuchtgebiet im hochgelegenen Norden des Landes.

## Systematik
Philothamnus ruandae ist eine Art innerhalb der Unterfamilie der Eigentlichen Nattern der Gattung Philothamnus. Die Gattung weist Stand 2024 nach der Reptile Database 24 weitere Arten auf. Die Art wurde 1951 von dem britischen Herpetologen Arthur Loveridge als Unterart Philothamnus heterodermus ruandae von Philothamnus heterodermus wissenschaftlich erstbeschrieben. Als Typenfundort wurde Mulungu am Kiwusee in Belgisch-Kongo angegeben. Der Holotyp, ein adultes Weibchen, wurde dort 1947 gesammelt. 1985 wurde Philothamnus ruandae in den Artrang erhoben.